# René Vautier
René Vautier (* 15. Januar 1928 in Camaret-sur-Mer; † 4. Januar 2015 in der Bretagne) war ein französischer Dokumentarfilmer und Regisseur.

## Leben
Vautier wurde 1928 als Sohn eines Fabrikarbeiters und einer Lehrerin in der Bretagne geboren. 1943 schloss er sich der Widerstandsbewegung an. Er wurde mit dem Croix de guerre ausgezeichnet und von General de Gaulle für seine Verdienste um den Widerstand in den „Ordre de la Nation“ berufen.
1946 begann er ein Filmstudium am Institut des hautes études cinématographiques in Paris. 1949 erhält er vom Bildungsinstitut Ligue française de l’enseignement den ersten großen Auftrag. Er sollte eine Reportage über die Lebensbedingungen in den französischen Kolonien drehen. Vautier war über die Verhältnisse schockiert. Das Filmmaterial wurde allerdings von der Polizei unter Berufung auf Erlass des Kolonialministers Pierre Laval beschlagnahmt und Vautier wurde angeklagt, er habe ohne Erlaubnis des Gouverneurs Filmaufnahmen in Obervolta gemacht. Dennoch gelang es ihm, einige Filmspulen zu retten und 1950 einen kurzen Film mit dem Titel „Afrique 50“ zu veröffentlichen. Dies brachte ihm 13 weitere Anklagen und eine einjährige Gefängnisstrafe ein.
Vautier verschrieb sich nach dieser Erfahrung ganz dem sozialkritischen Dokumentarfilm und drehte auch einige fiktionale Filme. Vautier schuf 150 Filme, darunter Werke über den Algerienkrieg, über Rassismus, Umweltverschmutzung, Emanzipation und Rechtsextremismus. Nahezu alle Filme wurden von der Zensur beschlagnahmt. Im Januar 1973 trat René Vautier in einen Hungerstreik. Er forderte die Abschaffung der Filmzensur in Frankreich, die Filme ohne Angabe von Gründen verbieten konnte. Tatsächlich wurden das Gesetz in der Folgezeit geändert.
1998 erschienen René Vautiers Memoiren „Caméra citoyenne“, in denen er seine Erfahrungen aus 50 Jahren Filmarbeit schildert.

## Filmografie (Auswahl)
- 1948: Journées de printemps
- 1950: Afrique 50
- 1951: L’Odet
- 1954: Une nation l’Algérie
- 1957: Algérie en flammes
- 1963: Peuple en marche
- 1965: L’aube des damnés
- 1971: Mourir pour des images
- 1972: Avoir vingt ans dans les Aurès, in deutscher Synchronisation erschienen als: Mit 20 Jahren in den Aurès, (auch: Mit 20 im Algerienkrieg)
- 1974: La folle de Toujane
- 1974: Le Remords
- 1976: Alan Stivell
- 1976: Frontline
- 1984: La nuit du dernier recours
- 1984: Cinéma d’exil et de luttes, extraits
- 1987: Vous avez dit Français?
- 1991: Allons enfants du bicentenaire
- 1995: Hirochirac 1995 oder Hirochirac et la colombe
- 1998: Et le mot frère et le mot camarade
- 1998: Dialogue d’images en temps de guerre

## Schriften
- Caméra citoyenne. Verlag Apogée, 1998, ISBN 978-2843980022.

## Auszeichnungen
- 1972: Preis der Jury, Internationale Filmfestspiele von Cannes für Avoir vingt ans dans les Aurès